# Thomas Sackville

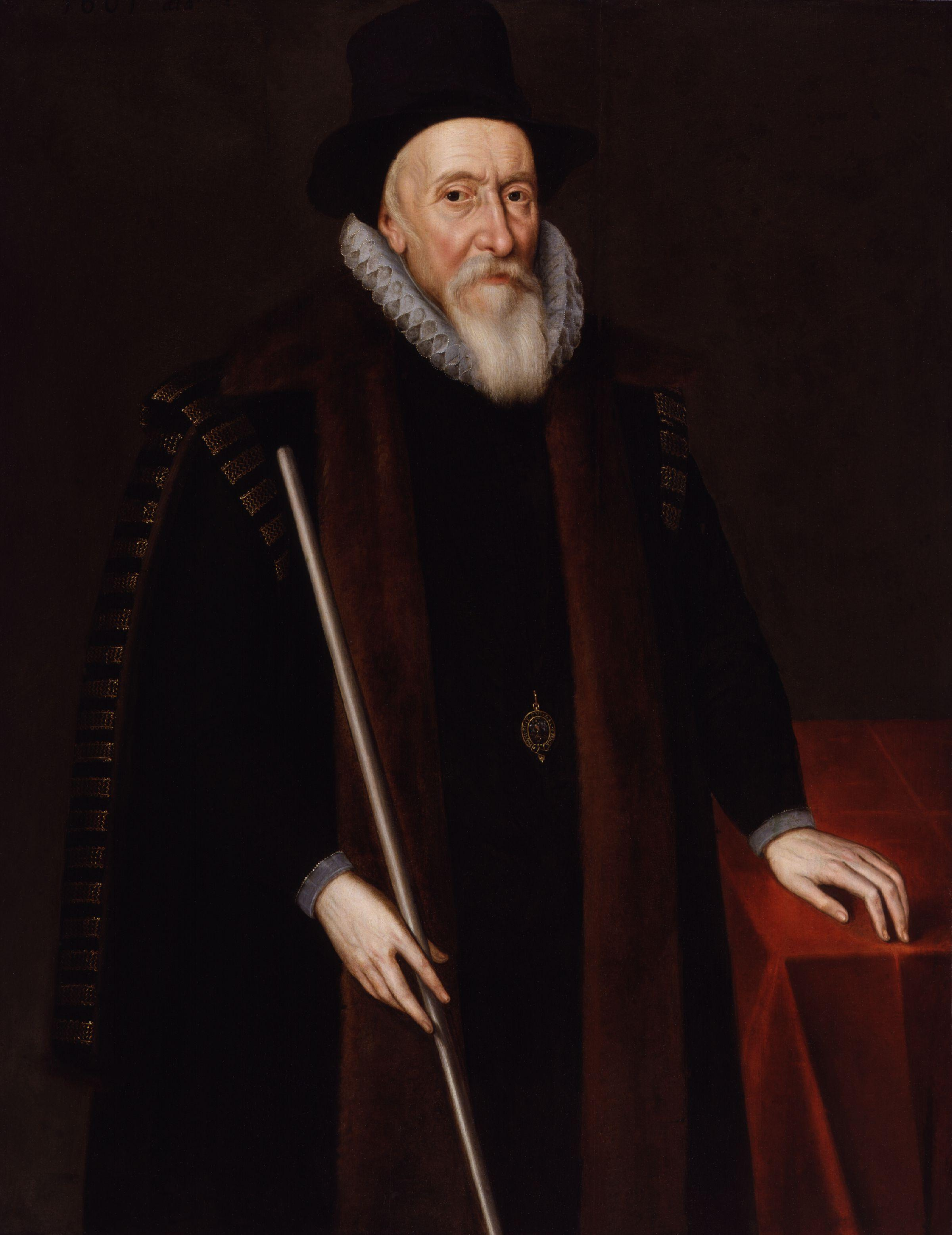
Thomas Sackville

Thomas Sackville (1536 – 19 april 1608) was een Engels staatsman en dichter. Evenals zijn vader, Sir Richard Sackville, was hij jurist. Hij studeerde aan de universiteiten van Oxford en Cambridge.
Toen hij werkzaam was als advocaat bij de 'Inner Temple' in Londen schreef hij samen met Thomas Norton de tragedie Gorboduc. Ander werk van Sackville omvat de Induction en The Complaint of Henry Duke of Buckingham. Delen van het eerstgenoemde werk komen nog altijd voor in bloemlezingen.
Sackville werd lid van het Engelse parlement in 1558. In 1567 werd hij door koningin Elizabeth I in de adelstand verheven, waarna hij zich Lord Bockhurst mocht noemen. In 1604 werd hij, als dank voor zijn vele verdiensten voor de staat, benoemd tot 1e Graaf van Dorset. Hij was onder andere ambassadeur voor de Nederlanden.